# 弗雷讷蒂洛卢瓦
弗雷讷蒂洛卢瓦（法語：Fresnes-Tilloloy）是法国皮卡第大区索姆省的一个市镇，属于阿布维尔区瓦斯蒙县。该市镇2009年时的人口为203人。

## 人口
弗雷讷蒂洛卢瓦人口变化图示
| 数据来源：INSEE |